# Список міністрів закордонних справ Куби

## Міністри закордонних справ Куби
1. Карлос Саладрігас-і-Сайяс — (1933);
2. Мануель Маркес Стерлінг-і-Лорет ді Мола — 1933 — (1934);
3. Косме де ла Торрієнте-і-Пераса — (1934–1935);
4. Хосе Агріпіно Барнет-і-Вінагерас — (1935);
5. Хорхе Луїс Ечарте — (1935–1936);
6. Хосе Мануель Кортіна — (1936–1937);
7. Хуан Хосе Ремос-і-Рубіо — (1937–1939);
8. Мігель Анхель де ла Кампа-і-Караведа — (1939–1940);
9. Хосе Мануель Кортіна — (1940–1942);
10. Хосе Агустін Мартінес — (1942–1943);
11. Емітеріо Сантовенія — (1943–1944);
12. Хорхе Макач-і-Робато — (1944);
13. Хосе Агустін Мартінес — (1944–1945);
14. Густаво Куерво Рубіо — (1945);
15. Альберто Іносенте Альварес — (1945–1948);
16. Карлос Евія-і-де-лос-Рейес Гавілан (в.о.) — (1948–1950);
17. Ернесто Діхіго — (1951);
18. Мігель А. Суарес Фернандес: (1951);
19. Оскар Б. Ганс-і-Лопес Мартінес — (1951);
20. Ауреліано Санчес Аранго — (1951–1952);
21. Мігель Анхель де ла Кампа-і-Караведа — (1952–1954);
22. Андрес Домінго-і-Моралес дель Кастильо — (1954–1955);
23. Карлос Саладрігас-і-Сайяс — (1955–1956);
24. Гонсало Гуель-і-Моралес де лос Ріос — (1956–1958);
25. Роберто Аграмонте-і-Пічардо — (1959);
26. Рауль Роа Гарсія — (1959–1976);
27. Ісідоро Мальмієрка Пеолі — (1976–1992);
28. Рікардо Аларкон де Кесада — (1992–1993);
29. Роберто Робаїна Гонсалес — (1993–1999);
30. Феліпе Перес Роке — (1999–2009);
31. Бруно Родрігес Паррілья — (з 2009 —).